# Федорива, Александра Андреевна
Алекса́ндра Андре́евна Фе́дорива-Шпа́ер (13 сентября 1988, Москва) — российская легкоатлетка. Серебряный и бронзовый призёр чемпионата мира в помещении 2012 года. Заслуженный мастер спорта России. В 2016 году решением МОК была лишена золотой награды Олимпийских игр 2008 года в эстафете 4×100 м из-за дисквалификации российской команды после обнаружения в пробах Юлии Чермошанской станозолола и туринабола.
Отец — советский и российский легкоатлет Андрей Федорив. Муж — бегун-спринтер Александр Шпаер.
Занимается бегом с 11 лет, ныне занимается спринтом (100 и 200 м) и барьерным бегом (100 м).

## Спортивные достижения
- 2006, Чемпионат мира, — 4-е место. Занимала 2-е и 3-е места на Всероссийской универсиаде.
- 2008, Пекинская Олимпиада, 1/2 финала в беге на 200 метров.

## Образование
Факультет рекламы Московского гуманитарного университета.

## Награды и звания
- Орден Дружбы — За большой вклад в развитие физической культуры и спорта, высокие спортивные достижения на Играх XXIX Олимпиады 2008 года в Пекине[4]
- Заслуженный мастер спорта России